# Saint-Calais-du-Désert

Saint-Calais-du-Désert este o comună în departamentul Mayenne, Franța. În 2009 avea o populație de 379 de locuitori.